# Кенни, Эмер
Э́мер Гвин Морга́нна Ке́нни (англ. Emer Gwynne Morganna Kenny; 10 октября 1989, Лондон, Великобритания) — британская актриса и сценарист.
Получила широкую известность за роль в Жа Жа Картер в мыльной опере Би-би-си «Жители Ист-Энда», а также его спин-оффе в Интернете «Жители Ист-Энда: Е20», где она выступила автором и соавторов сценариев некоторых эпизодов. Кроме того известная по ролям Даниэлы Ривз в ситкоме BBC Three «Молодая мамаша» и Пенелопы „Банти“ Уиндермир в детективном сериале BBC One «Отец Браун».

## Биография
Родилась 10 октября 1989 года в Лондоне в боро Харинги. Имеет валлийские и ирландские корни. До 2008 года посещала школу для девочек North London Collegiate School.
28 мая 2016 года вышла замуж за телеведущего Рика Эдвардса.

## Актёрская деятельность
Профессиональный дебют состоялся в 2007 году в теледраме BBC «Спускаясь с горы»
В 2009 году снялась в телефильме BBC Two режиссёра Доминика Саваджа «Свободное падение». В этом же году снялась в своём первом фильме «Убийцы вампирш-лесбиянок».
В 2010 году начала сниматься в роли Жа Жа Картер в мыльной опере «Би-би-си» «Жители Ист-Энда», а также его спин-оффе в Интернете «Жители Ист-Энда: Е20». Она прошла кинопробы после того как написала сценарий второго эпизода «Жителей Ист-Энда: Е20». В дальнейшем она продолжила написание сценариев для сериала сочетая это с исполнением заявленной роли. 30 сентября 2010 года Кенни последний раз появилась в образе Жа Жа Картер. 8 мая 2012 года вышел первый эпизод «Жителей Ист-Энда», снятый по её сценарию.
В 2010 году была представлена в образе Титании из комедии Уильяма Шекспира «Сон в летнюю ночь» в проекте Ролфа Харриса «Рольф Харрис рисует свои грёзы» в рамках документального телесериала «Arena».
В 2011 году написала сценарий для третьей серии и была отобрана в BBC Writers Academy, став самым молодым сценаристом, где занималась написание сценариев для «Жителей Ист-Энда», а также для таких медицинских драм, как «Катастрофа», «Холби Сити» и «Врачи». В том же году получила роль Даниэлы Ривз в ситкоме BBC Three «Молодая мамаша».
В 2012 году прошла прослушивание на роль Хоуп в телесериале «Бивер Фолс» телеканала E4. В 2013 году играла роль Рейчел совместно с комедийным трио Pappy's в ситкоме BBC Three «Плохие взрослые». В 2016 году стала сценаристом нескольких эпизодов в ирландской мыльной опере «Ред-Рок». В 2017 году прошла прослушивание на роль Достопочтенной Пенелопы „Банти“ Уиндермир — племянницы леди Фелисии Монтегю в детективном сериале BBC One «Отец Браун».

## Фильмография

### Телевидение
| Год       | Название               | Эпизод(ы)                                 | Примечания                             |
| --------- | ---------------------- | ----------------------------------------- | -------------------------------------- |
| 2007      | «Спускаясь с горы»     | Гейл                                      |                                        |
| 2009      | «Свободное падение»    | Кейт                                      |                                        |
| 2010      | «Жители Ист-Энда»      | Жа Жа Картер                              | 56 эпизодов                            |
| 2010      | «Жители Ист-Энда: Е20» | Жа Жа Картер                              | Сезон 1, 12 эпизодов Сезон 2, эпизод 1 |
| 2011      | «Эрик и Эрни»          | Джоан Бартлетт (супруга Эрика Моркама)    | телефильм                              |
| 2012–2014 | «Молодая мамаша»       | Даниэла Ривз                              |                                        |
| 2012      | «Бивер Фолс»           | Хоуп                                      | Сезон 2                                |
| 2013      | «Плохие взрослые»      | Рейчел                                    | Сезон 1                                |
| 2014      | Бестолочи              | Иззи                                      | Сезон 1, эпизод 4                      |
| 2017      | «Отец Браун»           | Достопочтенная Пенелопа „Банти“ Уиндермир | Сезон 5, в настоящее время             |

### Фильмы
| Год  | Название                  | Эпизод(ы) | Примечания  |
| ---- | ------------------------- | --------- | ----------- |
| 2009 | Убийцы вампирш-лесбиянок" | Ребекка   | Фил Клэйдон |

### Сценарии
| Год                  | Название               | Эпизод(ы)                                                                             | Примечания |
| -------------------- | ---------------------- | ------------------------------------------------------------------------------------- | ---------- |
| 2010                 | «Жители Ист-Энда: Е20» | - Сезон 1, эпизод 2 - Сезон 2, эпизод 1 - Сезон 3, эпизод 3                           | 2010–2011  |
| 2012–настоящее время | «Жители Ист-Энда»      | - Эпизод 4423 (8 мая 2012) - Эпизод 4724 (7 октября 2013) - Эпизод 4883 (3 July 2014) | 2012–2014  |
| 2012                 | «Холби Сити»           | "A Lighter Note" (10 октября 2012)                                                    |            |
| 2012                 | «Врачи»                | "После вечеринки" (27 ноября 2012)                                                    |            |